# Tupolev Tu-16
Tupolev Tu-16 (Tên hiệu NATO: Badger) là một máy bay ném bom phản lực cận âm hai động cơ được Liên bang Xô viết sử dụng. Nó đã hoạt động hơn 50 năm, và với tên định danh Xian H-6, vẫn đang hoạt động trong Không quân Trung Quốc.

## Phát triển

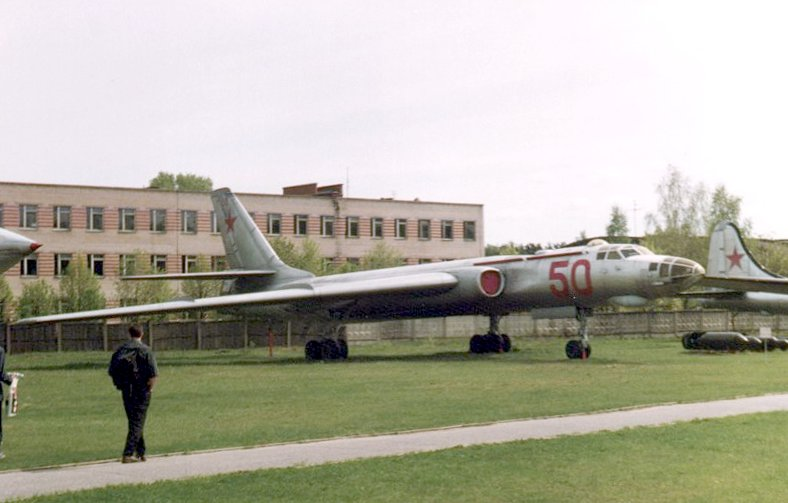
Máy bay ném bom Tu-16 tại Bảo tàng Monino.

Cuối thập niên 1940 Liên bang Xô viết nỗ lực hết sức nhằm theo kịp Hoa Kỳ trong khả năng ném bom chiến lược. Chiếc máy bay ném bom tầm xa duy nhất thời ấy của Liên Xô là chiếc Tu-4 'Bull' của Tupolev, một phiên bản thay đổi từ chiếc B-29 Superfortress của Mỹ. Việc phát triển động cơ tuốc bin phản lực Mikulin AM-3 siêu mạnh đã dẫn tới khả năng chế tạo một chiếc máy bay ném bom phản lực lớn.
Phòng thiết kế Tupolev đã bắt đầu làm việc với các nguyên mẫu Tu-88 ("Aircraft N") năm 1950. Chiếc Tu-88 lần đầu tiên cất cánh ngày 27 Tháng 4 năm 1952. Sau khi chiến thắng trong cuộc cạnh tranh với chiếc Ilyushin Il-46, nó đã được phê chuẩn chế tạo tháng 12 năm 1952. Những chiếc máy bay ném bom chế tạo hàng loạt đầu tiên đi vào phục vụ trong Không quân Xô viết năm 1954, được đặt tên định danh Tu-16. Nó được NATO đặt tên hiệu là 'Badger-A'.

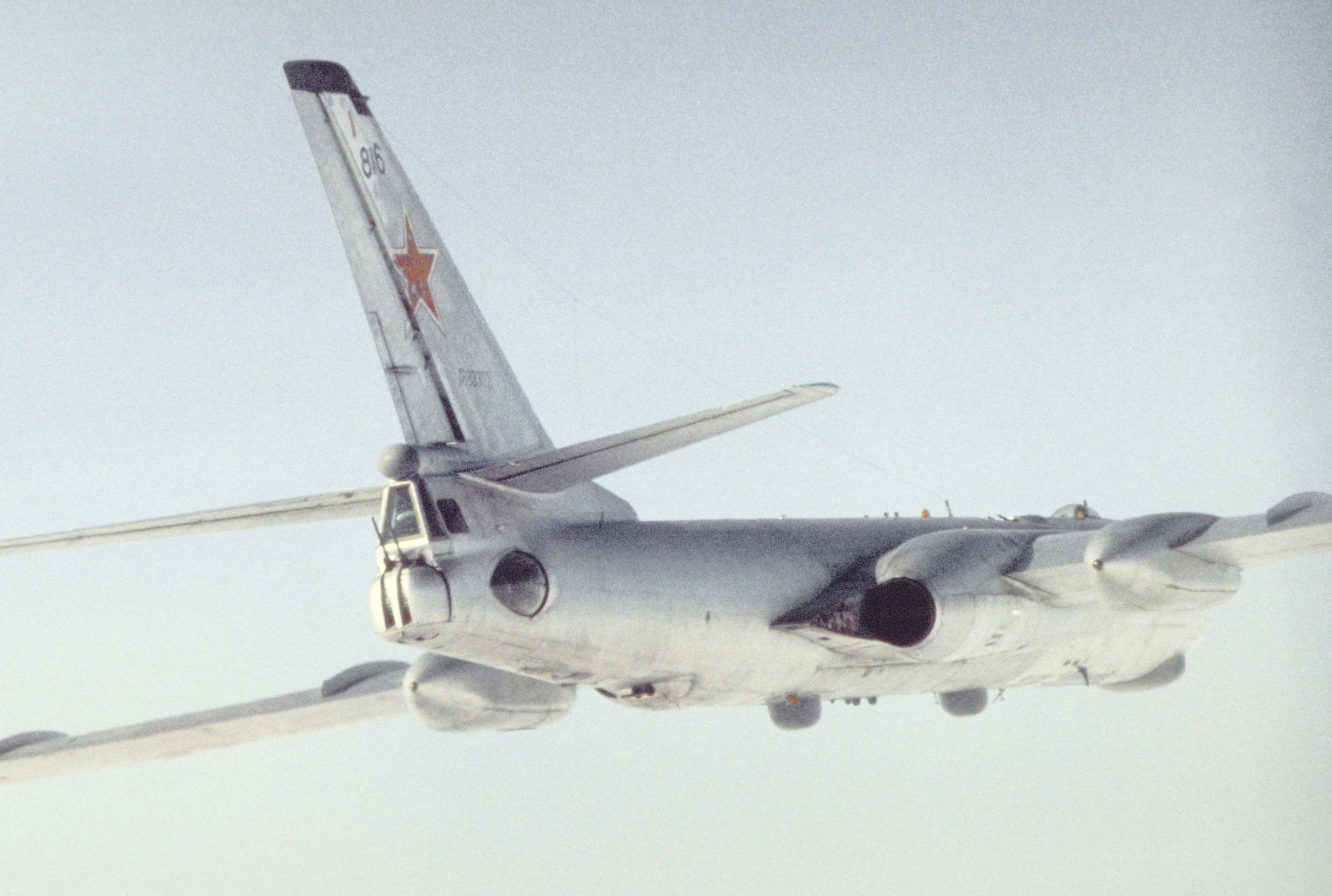
Góc nhìn từ phía sau một chiếc Tu-16 Badger biến thể trinh sát (có lẽ là Tu-16R).

Chiếc máy bay này có cánh cụp mới, lớn hơn và hai động cơ tuốc bin phản lực Mikulin AM-3 lớn ở gốc cánh. Nó có thể mang một quả bom thông thường loại lớn FAB-9000 9.000-kg (19.800 lb) (phiên bản Nga tương tự như loại Bom Grand Slam) của người Anh hay nhiều vũ khí hạt nhân với tầm hoạt động khoảng 4.800 km (3.000 dặm).
Dù ban đầu Tu-16 hoạt động như một máy bay ném bom rơi tự do ở độ cao lớn, giữa thập niên 1950 nó đã được trang bị để mang các tên lửa hành trình Xô viết. Phiên bản Tu-16KS-1 ('Badger-B') có thể mang các tên lửa AS-1 'Kennel' với bán kính chiến đấu 1.800 km (1.125 dặm). Những vụ khí rất lớn đó được chế tạo theo hình dạng khí động học tương tự chiếc máy bay chiến đấu MiG-15 'Fagot', có thể lắp đầu vũ khí thông thường hay vũ khí hạt nhân, có tầm hoạt động khoảng 140 km (90 dặm). Chúng được dự định chủ yếu để tấn công các tàu sân bay của Hải quân Mỹ và các con tàu lớn khác. Những chiếc Tu-16 sau này đã được chuyển đổi để có thể mang các loại tên lửa mới, hiện đại hơn, và tên định danh của chúng cũng được thay đổi nhiều lần.

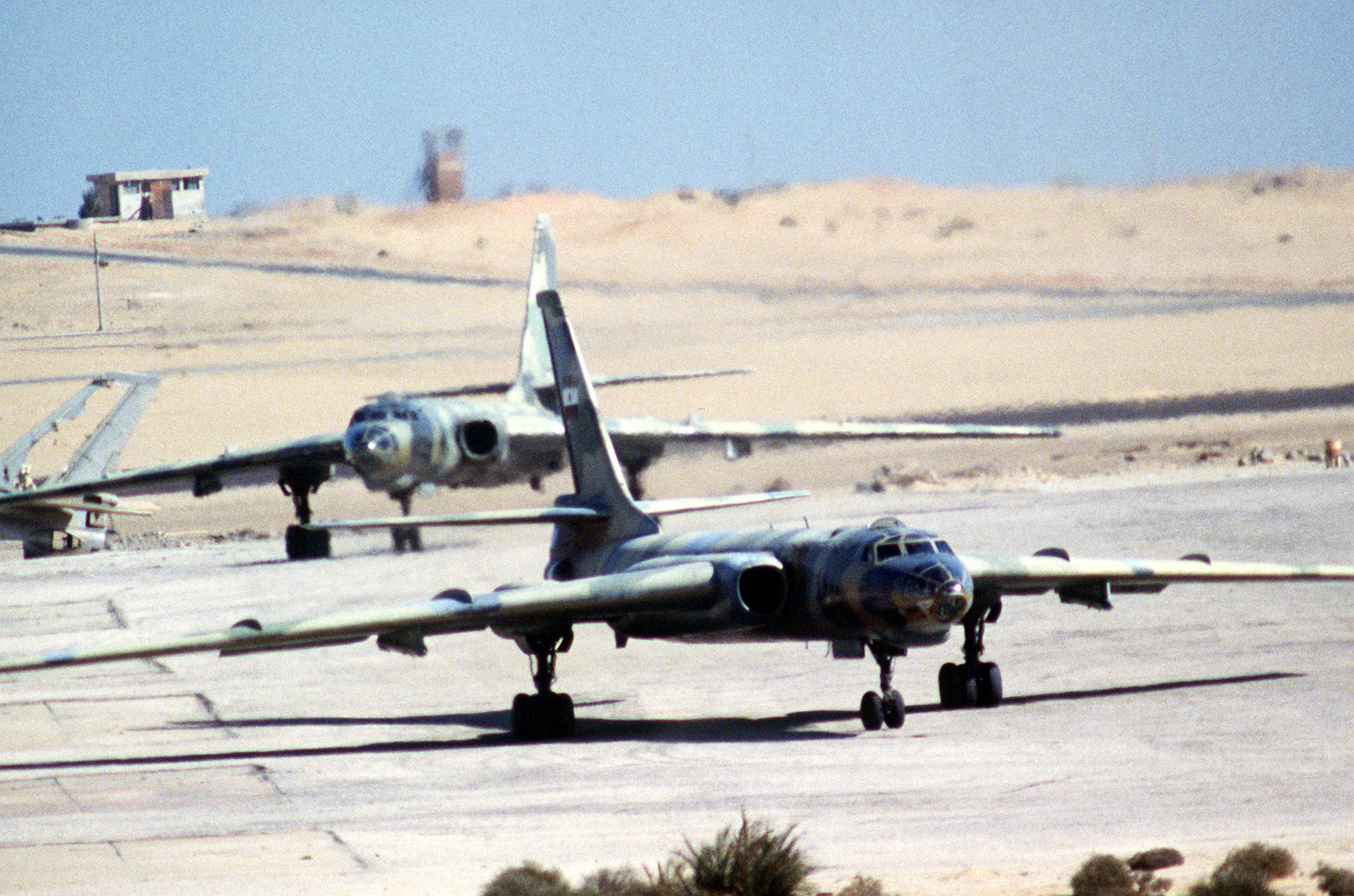
Những chiếc Tu-16 của Ai Cập.

Là một thiết kế đa dụng, Tu-16 được chế tạo theo nhiều biến thể chuyên biệt cho trinh sát, giám sát biển, thu thập thông tin tình báo điện tử (ELINT), và chiến tranh điện tử (ECM). Tổng cộng 1507 chiếc máy bay đã được chế tạo tại ba nhà máy ở Liên Xô, trong giai đoạn 1954-1962. Một phiên bản dân sự, chiếc Tu-104 'Camel', đã hoạt động chở khách trong Aeroflot. Tu-16 cũng đã được xuất khẩu cho Ai Cập, Indonesia, và Iraq. Nó tiếp tục được sử dụng trong các lực lượng không quân và không quân Hải quân Xô viết cũng như nước Nga sau này cho tới tận năm 1993.
Việc giao hàng Tu-16 cho Trung Quốc bắt đầu năm 1958, và Xi'an Aircraft Industrial Corporation (XAC) đã sản xuất một phiên bản của nó theo tên định danh Trung Quốc Xian H-6. Hơn 120 chiếc loại đó vẫn đang hoạt động.

## Biến thể
Trong số những biến thể sản xuất chính của Badger có các loại máy bay ném bom Tu-16 và Tu-16A; máy bay mang tên lửa Tu-16KS và Tu-16K-10; Tu-16SPS, "Elka", và Tu-16Ye ECM; Tu-16R trinh sát; và Tu-16T ném bom thả thủy lôi; các loại khác được chế tạo bằng cách chuyển đổi. Những chiếc máy bay riêng lẻ có thể được sửa đổi nhiều lần, tên định danh cũng thay đổi theo, đặc biệt khi chúng trở thành máy bay mang tên lửa.
- Badger A (Tu-16) - Kiểu cấu hình căn bản này của máy bay ném bom Tu-16 đã được triển khai năm 1954 để thay thế Tu-4. Nhiều phiên bản sửa đổi của biến thể này đã được chế tạo, tất cả chúng đều được phương Tây gọi là Badger A.
  - Tu-16A - Những chiếc Tu-16 sửa đổi được thiết kế để mang bom hạt nhân, một trong những phiên bản chính, với 453 chiếc được chế tạo. Nhiều chiếc trong số này sau đó đã được chuyển đổi thành các biến thể khác.
  - Tu-16Z - Một phiên bản chuyên biệt ban đầu của Tu-16 hoạt động như Máy bay tiếp dầu trên không, dù chúng vẫn còn khả năng ném bom tầm trung.
  - Tu-16G (Tu-104G) - Phiên bản chuyển thư nhanh, phiên bản huấn luyện phi công của Aeroflot.
  - Tu-16N - Một phiên bản chuyên biệt tiếp dầu trên không cho những chiếc máy bay ném bom Tu-22/Tu-22M, với hệ thống dò và phao. Đi vào hoạt động năm 1963. Máy bay tương tự Tu-16NN được chuyển đổi từ Tu-16Z.
  - Tu-16T - Phiên bản sản xuất hạn chế cho tấn công trên biển (thả thủy lôi), phục vụ trong Không quân Hải quân Xô viết, và mang thủy lôi, mìn và bom chống tàu ngầm. 76 chiếc đã được chế tạo và một số chiếc khác được chuyển đổi. Tất cả chúng sau này đều được chuyển đổi theo cấu hình Tu-16S.
  - Tu-16S - Một phiên bản mang xuồng cứu sinh được sử dụng cho các chiến dịch tìm kiếm và cứu hộ.
  - Tu-16Ye - Những chiếc máy bay này được trang bị nhiều thiết bị chiến tranh điện tử và trinh sát điện tử (ELINT).
- Badger B (Tu-16KS) - Biến thể được thiết kế để trở thành bệ phóng cho hai loại tên lửa AS-1 Kennel/KS-1 Kometa. 107 chiếc đã được chế tạo trong giai đoạn 1954-1958, phục vụ trong Không quân Hải quân Xô viết, Ai Cập và Indonesia. Những chiếc của Xô viết sau này đã được chuyển đổi tương thích với các loại tên lửa mới hơn.

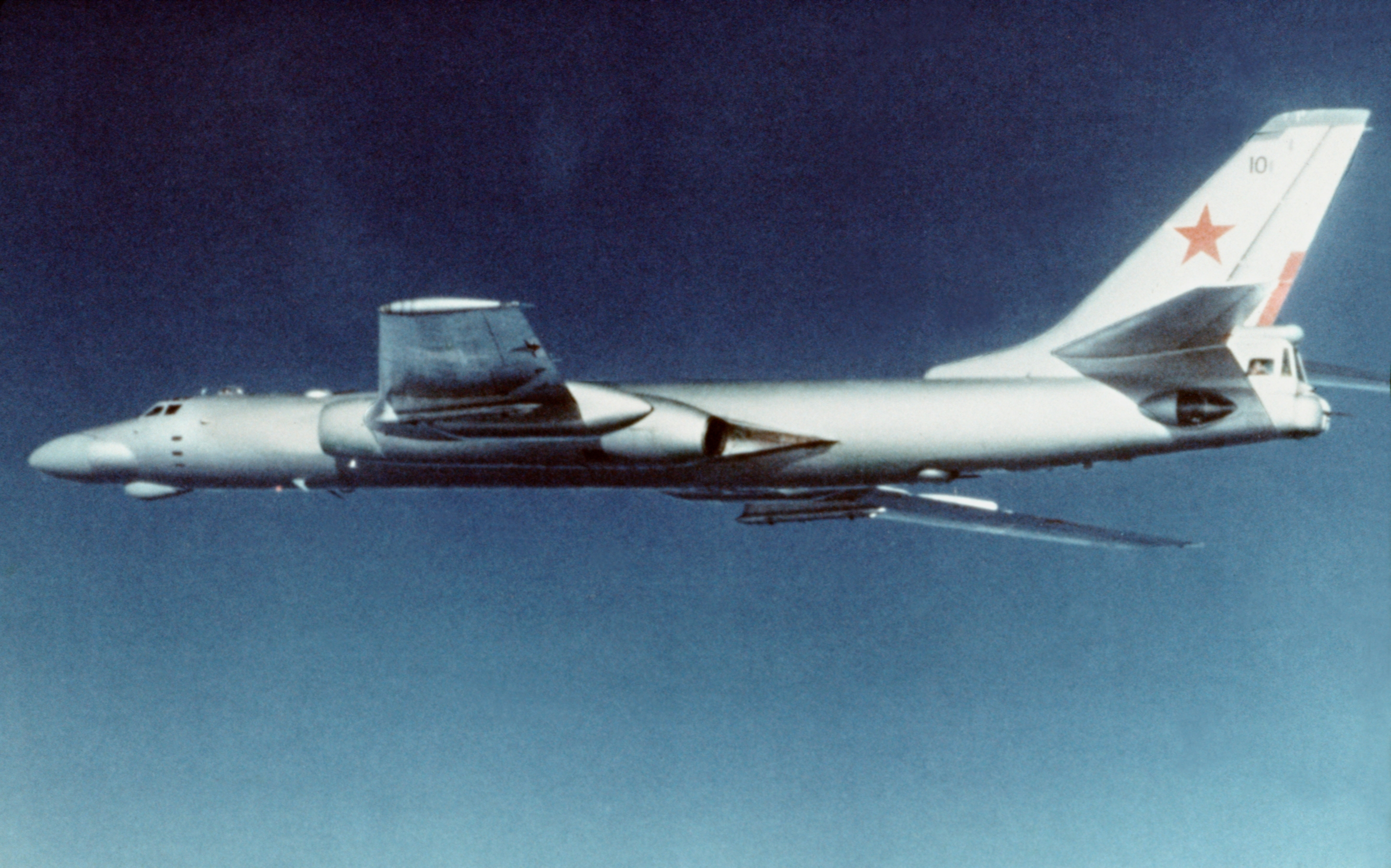
Tu-16K-10-26 Badger C

- Badger C (Tu-16K-10) - Một biến thể khác cho Hải quân, những chiếc thuộc phiên bản này có thể mang một tên lửa chống tàu AS-2 Kipper/K-10S. 216 chiếc đã được chế tạo trong giai đoạn 1958-1963. Nó khác với các biến thể khác bởi có một radar phía mũi. Một phiên bản phát triển thêm, chiếc Tu-16K-10-26, mang một tên lửa K-10S và hai tên lửa KSR-2 hay KSR-5 (phức hợp tên lửa K-26). Một số chiếc sau này đã được chuyển đổi mang ELINT.
- Badger D (Tu-16RM-1) - Phiên bản trinh sát biển với thiết bị ELINT; 23 chiếc được chuyển đổi từ Tu-16K-10. Nó vẫn giữ radar phía mũi và có thể dẫn đường cho các tên lửa K-10S, được phóng đi từ các máy bay khác, tới mục tiêu.
- Badger E (Tu-16R) - Phiên bản trinh sát với thiết bị ELINT, chủ yếu dùng trong trinh sát biển. Nó có thể dẫn đường cho các tên lửa KS.
  - Tu-16RM-2 - Tu-16R chuyển đổi, hoạt động trong Không quân Hải quân, nó có thể dẫn đường các tên lửa KSR-2.
  - Tu-16KRM - Bệ phóng cho máy bay không người lái (một biến thể của Tu-16K-26).
- Badger F (Tu-16RM-2) - Một phiên bản trinh sát khác dựa trên -16R/RM nhưng có thêm thiết bị ELINT bên ngoài.

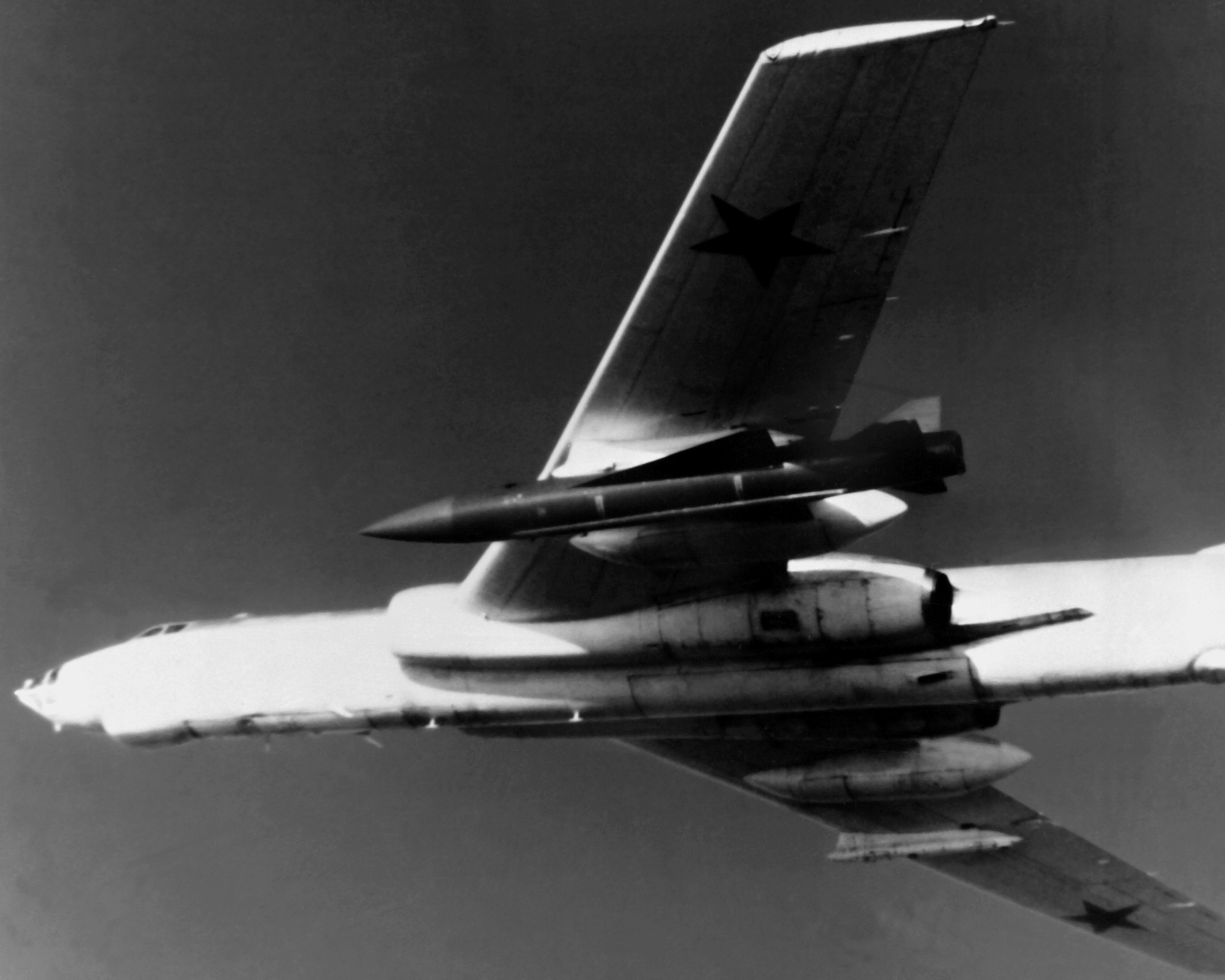
Tu-16 Badger G với tên lửa KSR-5

- Badger G (Tu-16K/Tu-16KSR) - Hoạt động trong Không quân hải quân, chúng được chuyển đổi từ các model trước đó. Những chiếc máy bay này được thiết kế để mang bom ở khoang trong ngoài các tên lửa không đối đất ở các mấu cứng bên ngoài, như AS-5 Kelt và AS-6 Kingfish. Có nhiều biến thể, với nhiệm vụ hoặc mang phức hợp tên lửa (K-11, K-16 và K-26) hay các tên lửa thuộc các phức hợp đó (KSR-11, KSR-2 và KSR-5). Sau nhiều lần chuyển đổi tiếp, tên định danh cũng được thay đổi. Các biến thể chính:
  - Tu-16KSR-2 - Mang phức hợp K-16 (hai tên lửa KSR-2). Được sử dụng từ năm 1962. Máy bay tương tự, được chuyển đổi từ các biến thể khác, được định danh Tu-16K-16.
  - Tu-16K-11-16 - Mang phức hợp K-16 (các tên lửa KSR-2) hay phức hợp K-11 (hai tên lửa KSR-11 chống radar). Được sử dụng từ 1962. Máy bay tương tự được đặt tên định danh Tu-16KSR-2-11. Hơn 440 chiếc Tu-16 có thể mang phức hợp K-16 hay K-11.

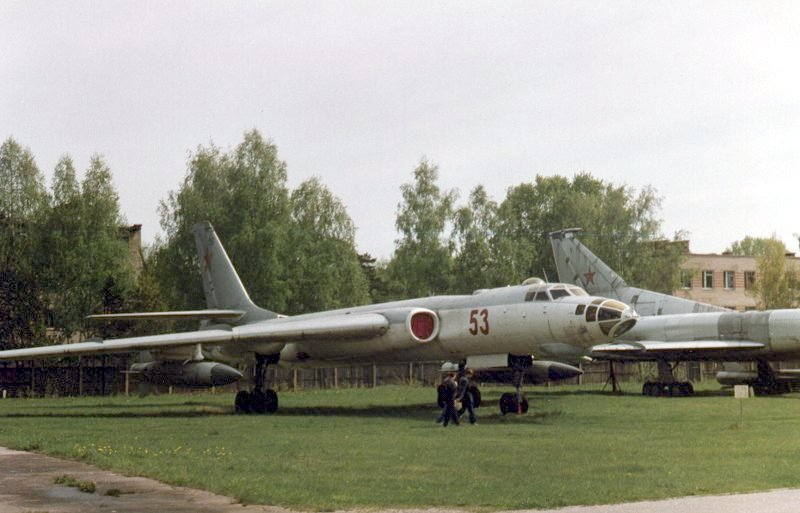
Tu-16K-26 hay Tu-16KSR-2-11-16, với các tên lửa KSR-5 dưới cánh

- - Tu-16K-26 - Mang phức hợp K-26 (hai tên lửa KSR-5), vẫn có khả năng mang KSR-2 và 11 tên lửa. Được sử dụng từ năm 1969. Máy bay tương tự được đặt tên định danh Tu-16KSR-2-5-11 hay Tu-16KSR-2-5 (không có khả năng mang KSR-11). Hơn 240 chiếc Tu-16 có thể mang phức hợp K-26.
  - Tu-16K-26P - Mang các tên lửa K-26P (các tên lửa chống radar KSR-5P, cũng như KSR-5, 2 hay 11).
- Badger H (Tu-16 Elka) - Được thiết kế cho chiến tranh điện tử tầm xa và hỗ trợ phản công điện tử.
- Badger J (Tu-16P Buket) - Một biến thể chiến tranh điện tử khác được chế tạo theo cấu hình như một máy bay hộ tống tấn công ECM.
- Badger K (Tu-16Ye) - Được cho là một phiên bản theo cấu hình Badger F có khả năng ELINT nâng cấp.
- Badger L (Tu-16P) - Một phiên bản của Badger J với các hệ thống hiện đại hơn và được sử dụng với vai trò ELINT.

## Bên sử dụng

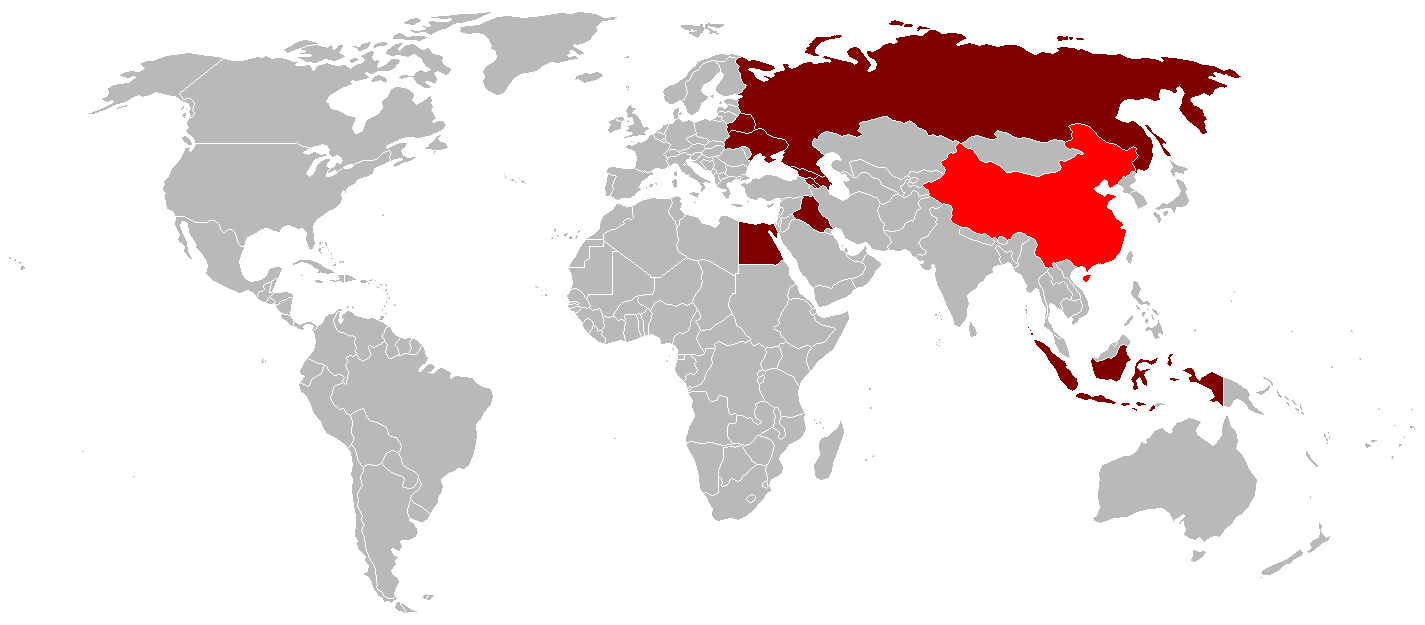
Các bên sử dụng Tu-16/H-6 hiện thời màu đỏ nhạt, các bên từng sử dụng màu đỏ đậm

- Armenia - 30 chiếc được thừa kế từ Liên bang Xô viết. Dừng hoạt động năm 1995.[1]
- Azerbaijan - 10 chiếc được thừa kế từ Liên bang Xô viết. Dừng hoạt động năm 1995.[2]
- Belarus - 121 chiếc được thừa kế sau khi Liên bang Xô viết sụp đổ [3], ngừng hoạt động năm 1995.[4]
- Trung Quốc - Một số chiếc Tu-16 được cung cấp năm 1959; sau này được chế tạo theo giấy phép với tên định danh Xian H-6[5]
- Ai Cập - Sử dụng Tu-16KS, Tu-16T, Tu-16KSR-2-11, và Tu-16R. Cũng sử dụng H-6. Chiếc cuối cùng ngừng hoạt động năm 2000.[5]
- Gruzia - 20 chiếc được thừa kế từ Liên bang Xô viết. Dừng hoạt động năm 1995.[6]
- Indonesia - 25 chiếc Tu-16KS-1 được mua năm 1961, đã được dùng khi chuẩn bị cho Chiến dịch TRIKORA năm 1962 (chiếm Tây New Guinea từ Hà Lan) ở Tây New Guinea (hiện là Papua và Papua Barat). Tất cả chúng đều được dự định sử dụng tấn công Tàu sân bay Hà Lan Karel Doorman đang hoạt động gần Irian Barat. 14 chiếc thuộc Skadron 41 và 12 chiếc thuộc Skadron 42. Tất cả chúng đều đóng tại Căn cứ Không quân Iswahjudi, Madiun, Đông Java. Toàn bộ đã ngừng hoạt động năm 1969. Không còn phục vụ từ năm 1970 [5]
- Iraq - Tám chiếc Tu-16, sáu Tu-16KSR-2-11. Cũng sử dụng cả H-6. Tất cả đều bị phá hủy trong Chiến dịch Bão táp Sa mạc năm 1991.[5]
- Nga
- Liên Xô
- Ukraina - 18 chiếc được thừa kế từ Liên bang Xô viết.[3]

## Đặc điểm kỹ thuật (Tu-16)

### Đặc điểm chung
- Phi đội: 4 người
- Chiều dài: 34.80 m (114 ft 2 in)
- Sải cánh: 33.00 m (108 ft 3 in)
- Chiều cao: 10.36 m (34 ft 0 in)
- Diện tích cánh: 165 m² (1.775 ft²)
- Trọng lượng rỗng: 37.200 kg (82.000 lb)
- Trọng lượng chất tải: 76.000 kg (168,00 lb)
- Trọng lượng cất cánh tối đa: 79.000 kg (174.000 lb)
- Động cơ: 2 động cơ tuốc bin phản lực Mikulin AM-3M-500, 93.2 kN (20.900 lbf) mỗi chiếc

### Đặc điểm bay
- Tốc độ tối đa: 1.050 km/h (656 mph)
- Tầm hoạt động: 7.200 km (4.500 mi)
- Trần bay: 12.800 m (42.000 ft)
- Tốc độ lên: N/A
- Chất tải: 460 kg/m² (94 lb/ft²)
- Lực đẩy/Trọng lượng: 0.24

### Trang bị vũ khí
- Súng: 6-7× Pháo 23 mm Nudelman-Rikhter NR-23, hai khẩu ở mỗi tháp ở bụng và lưng cùng tháp có người điều khiển ở đuôi, có thể lắp thêm ở đầu mũi
- Bom: 9.000 kg (20.000 lb) vũ khí rơi tự do hay
- Tên lửa:
  - 1× tên lửa chống hạm Kh-10 (AS-2 'Kipper') lắp bán ngầm tại khoang bom hay
  - 1× tên lửa chống hạm Kh-26 (AS-6 'Kingfish') dưới cánh

## Chủ đề liên quan
- Liên quan
  - Xian H-6
  - Tupolev Tu-104
  - Tupolev Tu-124
- Máy bay tương tự
  - B-47 Stratojet
  - Vickers Valiant
  - Handley Page Victor
  - Avro Vulcan
- Dãy
  - Tupolev: Tu-82 - Tu-85 - Tu-86 - Tu-88 - Tu-89 - Tu-90 - Tu-91
  - Không quân Xô viết: Tu-6 - Tu-12 - Tu-14 - Tu-16 - Tu-20 - Tu-22/Tu-22M - Tu-24